# PaciPat

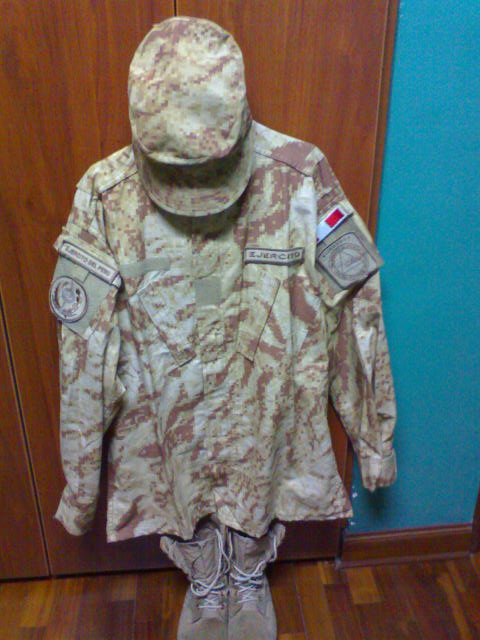
Uniforme del Ejército Peruano con el diseño PaciPat.

"PaciPat" y "AmaPat", patrón del Pacífico y patrón del Amazonas respectivamente, son dos variantes del camuflaje del Ejército del Perú.
El PaciPat del inglés Pacific Pattern o patrón del Pacífico del Sur, es el patrón de camuflaje utilizado en el actual uniforme del Ejército Peruano, elaborado a partir de tonalidades extraídas de fotografías aéreas de las zonas de la Costa y Sierra Peruanas, dándole un característico diseño pixeleado.   Este diseño rompe con el típico camuflaje Woodland norteamericano. El diseño actual del uniforme se asemeja al utilizado en el ACUPAT estadounidense. El patrón es de creación peruana realizada a inicios del 2007, por los diseñadores textiles MCS y ER con tecnología CAD, que permitió separar colores y pixelear las imágenes sin desvirtuar su forma. El patrón de estampado, se adaptó a un raport o medida de repetición compatible con la maquinaria de estampación industrial, sin que perdiera la capacidad de recomponerse al visualizarlo desde lo alto,  pudiendo apreciarse de esta manera los cerros y quebradas característicos del territorio. 
Debido a que el objetivo de un camuflaje es mimetizar al individuo lo máximo posible,  en el desarrollo del diseño se hizo uso de los siguientes recursos: reproducir los relieves terrestres, imitar su colorido,  proporcionar una impresión visual de arrugas y quebraduras así como contribuir a difuminar los contornos una vez confeccionadas las prendas. Por lo anteriormente expuesto este nuevo camuflaje es más eficiente que su antecesor pues permite mimetizar mejor al individuo con su entorno.
El PaciPat es utilizado exclusivamente por el Ejército Peruano en zonas áridas de la Costa, así como en zonas poco pobladas de vegetación en la Sierra. Los primeros uniformes fueron repartidos en la ciudad de Arequipa por el ex Gral. Edwin Donayre, siendo ya generalizado su uso en el personal.
La fecha de incorporación al Ejército Peruano fue a mediados de 2007.